# Romina Yan
Romina Yankelevich (5. rujna 1974. – 28. rujna 2010.) je bila argentinska televizijska i filmska glumica, balerina, pjevačica i voditeljica. Najpoznatija je po ulogama u telenovelama "Chiquititas", "Amor mio", "Casi angeles" i "Bella y bestia".

## Vanjske poveznice
- Romina Yan u internetskoj bazi filmova IMDb-u (engl.)